# 米奇爾·克拉默
米奇爾·克拉默（荷蘭語：Michiel Kramer；1988年12月3日—）是一位荷蘭足球運動員。在場上司職前鋒。他現在效力於荷蘭足球甲級聯賽球隊飛燕諾。他在2015年夏季轉會飛燕諾。